# Gangkou
Gangkou  léase Kang-Kóu (en chino, 港口区; pinyin, Gǎngkǒu qū; literalmente, ‘el puerto’) es un distrito urbano bajo la administración directa de la Prefectura Fangchenggang en la Región autónoma de Guangxi, República Popular China. Su área es de 400 km² y su población total para 2020 superó los 240 mil habitantes.

## Administración
El distrito de Gangkou se divide en 6 pueblos que se administran en 4 subdistritos y 2 poblados.